# Assassino

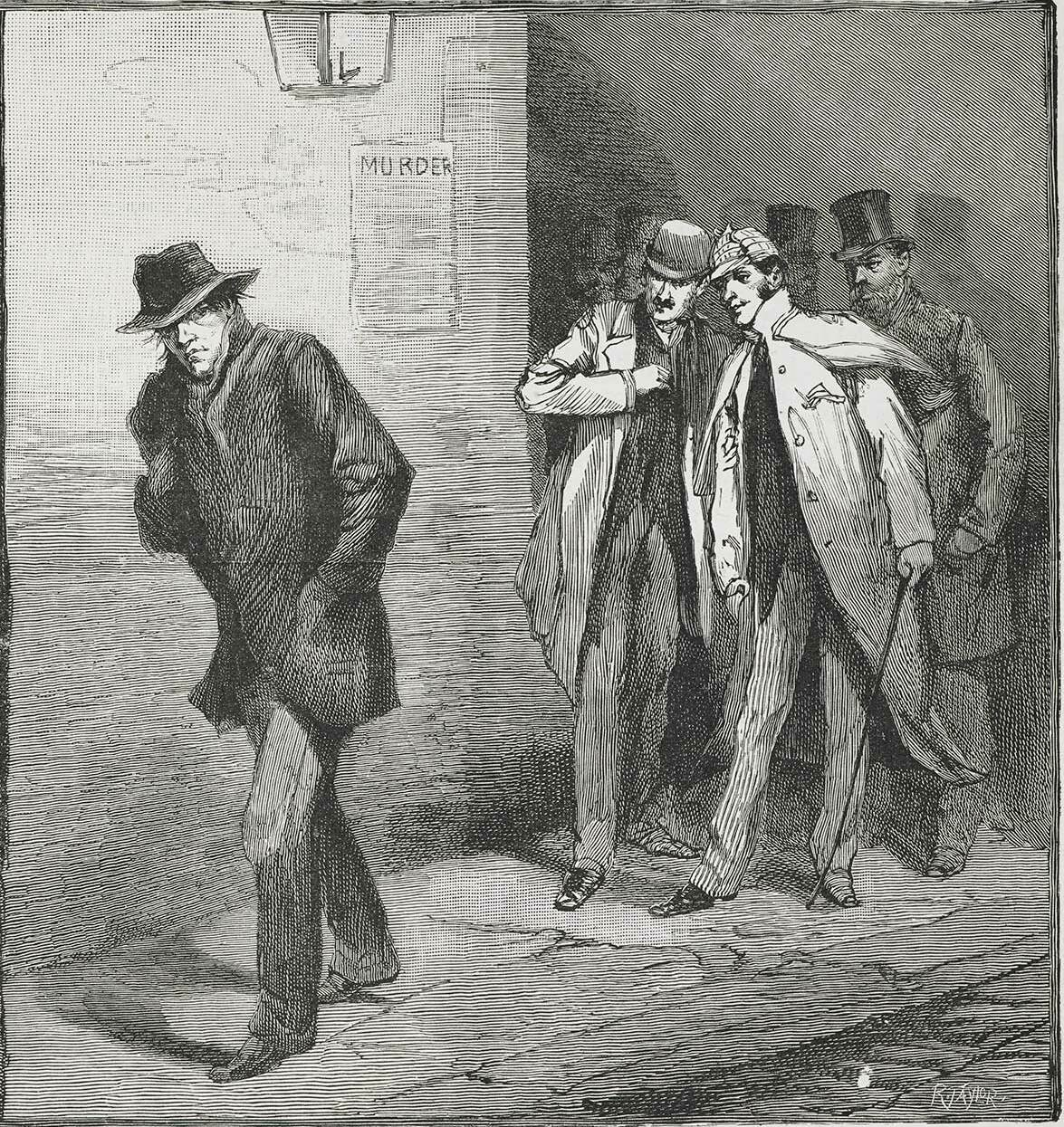
Illustrazione del 1888 raffigurante Jack lo squartatore, un celebre assassino.

In criminologia il termine assassino indica colui che, volontariamente, compie un omicidio.

## Etimologia
L'origine della parola "assassino" non è molto chiara, l'opionione più diffusa si rifà al termine usato per identificare comunemente i Nizariti (gli Assassini, appunto), ovvero gli aderenti al movimento ismailita fondato da Ḥasan-i Ṣabbāḥ (Veglio della Montagna), che nell'Oriente islamico dell'età delle Crociate diede vita a una peculiare esperienza statuale ad Alamūt, nelle montagne dell'Iran centro-occidentale. I Nizariti erano infatti chiamati Asasyyn, termine che secondo Amin Maalouf ha origine dalla parola asās (basi, fondamenti): gli Assassini erano appunto "fondamentalisti" controllati dal loro capo Ḥasan-i Ṣabbāḥ. Il termine potrebbe più semplicemente significare "seguaci di Hasan".
Una teoria minore identifica il nome come derivante da İstfan Muhammed Aziz (ستيفنمُحَمَّدعزيز), leader di un gruppo di mercenari Persiani ai tempi delle crociate, i cui seguaci (azizin) erano conosciuti per la loro scaltrezza e discrezione nel commettere omicidi a pagamento.
Vi è un'ulteriore teoria, ampiamente diffusa a partire dal 1930 negli Stati Uniti, ma che in realtà non gode del consenso da parte degli storici, secondo la quale il termine "assassino" deriverebbe da al-Hashīshiyyūn, cioè "coloro che sono dediti all'hashish" (che deriva a sua volta da hašīš, "erba") , di cui si sarebbe servito il vecchio della montagna per provocare l'inebriamento dei suoi fedeli.

## Storia del termine
Il nome assassino era usato nell'Occidente cristiano per designare i seguaci del veglio della montagna o gran maestro degli assassini, Ḥasan-i Ṣabbāḥ, l'Imam cui dovevano cieca obbedienza. Questa organizzazione fu una diramazione degli eretici musulmani sciiti fondata dal persiano Ḥasan-i Ṣabbāḥ il quale, dapprima sostenitore dei Fatimidi egiziani, divenne poi seguace di Nizar, fratello e rivale del loro capo, musta'li: egli, postosi alla testa degli ismailiti persiani, stabilì nel 1090 la propria base nella fortezza di Alamūt a Nord/Est di Qazwin (Persia orientale), organizzando rigidamente la setta e combattendo con successo i sovrani musulmani ortodossi, specialmente i selgiuchidi.
Morto Hasan nel 1124, la setta perfezionò ulteriormente i suoi dogmi ereticali, perdendo, tuttavia, progressivamente potere, finché fu abbattuta dal khan mongolo Hulagu nel 1256 e l'ultimo degli assassini, Rukn ad-din, fu condannato alla pena di morte. La setta contò fino a 60.000 membri. Uno dei suoi rami si era esteso anche in Siria, dominando empori come Aleppo, Apamea, Amida, mescolandosi alle rotte fra musulmani e Crociati, parteggiando ora per questi ora per quelli, adoperando i metodi di assassinio politico istituiti dal fondatore (da cui il nome moderno di assassino nel senso di omicida). Anche questo ramo però cadde definitivamente nel 1273, ad opera di Baybars, sultano d'Egitto. Altri si salvarono, dando vita ai Khoja, comandati nel ventunesimo secolo da Karim Aga Khan IV. Molte delle notizie sul vecchio della montagna e sui Nizariti si hanno da Marco Polo. Il primo ad usare questo termine è Guido delle Colonne nelle Rime.

## Diritto penale
Il diritto penale fa rientrare la condotta dell'assassino nella casistica di omicidio doloso. In tale contesto il termine assassino non viene però usato, a favore di omicida (che può riferirsi anche all'uccisore involontario).